# Sikory-Pawłowięta
Sikory-Pawłowięta – wieś w Polsce położona w województwie podlaskim, w powiecie wysokomazowieckim, w gminie Kobylin-Borzymy.
Zaścianek szlachecki Pawłowięta należący do okolicy zaściankowej Sikory położony był w drugiej połowie XVII wieku w powiecie tykocińskim ziemi bielskiej województwa podlaskiego. W latach 1975–1998 miejscowość administracyjnie należała do województwa łomżyńskiego.
Wierni kościoła rzymskokatolickiego należą do parafii św. Stanisława Biskupa i Męczennika w Kobylinie-Borzymach.

## Historia
Według Zygmunta Glogera i Kapicy, Sikory zostały założone w roku 1421 przez Macieja Sikorę, który posiadał syna Mikołaja, pomiędzy którego synów została podzielona ziemia. Od ich imion wzięły nazwę nowo założone wsie.
W I Rzeczypospolitej Sikory należały do ziemi bielskiej.
W roku 1827 Sikory-Pawłowięta liczyły 10 domów i 56 mieszkańców. Pod koniec XIX w. Słownik geograficzny Królestwa Polskiego informuje: Sikory, okolica szlachecka w powiecie mazowieckim, gmina Piszczaty, parafia Kobylin.
W 1921 r. naliczono tu 3 budynki z przeznaczeniem mieszkalnym i 8 innych zamieszkałych oraz 53 mieszkańców (28 mężczyzn i 25 kobiet). Wszyscy podali narodowość polską i wyznanie rzymskokatolickie.

## Historia dwuczłonowych nazw niektórych miejscowości na Podlasiu
Wschodnie krańce Mazowsza przy zachodniej granicy Podlasia to tereny średniowiecznych nadań szlacheckich. Rycerze za zasługi w wojnach byli nagradzani przez Króla nadaniem własności ziemi na której zakładali wsie – folwarki szlacheckie. To oni właśnie stanowili buńczuczną szlachtę polską, niezależną i awanturniczą, nazwaną później przez Pawła Jasienicę „polską anarchią”. Osiadli zakładali rodziny, a majątek i ziemię dzielili pomiędzy synów, co doprowadziło z czasem do znacznego rozdrobnienia gospodarstw. Przy gospodarstwie-wsi ojca, powstawały przysiółki synów z pochodnymi nazwami. Jeśli spotkamy obok siebie kilka wsi o dwuczłonowych nazwach takich jak Sikory-Bartkowięta, Sikory-Pawłowięta, Sikory-Piotrowięta to możemy być pewni że jest to pozostałość po dawnej szlacheckiej posiadłości, w której rycerz Sikora nadaną przez Króla ziemię podzielił między synów: Bartłomieja, Pawła i Piotra. Z czasem z przysiółków synów powstały wsie, istniejące do dzisiaj i nawą sławiące swoich założycieli. Na tym terenie spotkamy wiele takich dwuczłonowych nazw, niekoniecznie pochodzących wprost od nazwisk i imion szlacheckich spadkobierców, ale wykorzystujących nazwy zwyczajowe, co czasem brzmi egzotycznie jak Czachy-Kołaki, Pstrągi-Gniewoty, Niziołki-Dobki, Wnory-Wypychy, a czasami tak intrygująco jak Ząbki-Niemyje czy Kołomyja z pobliską Kołomyjką.